# برایان بل (بازیکن بسکتبال)
برایان بل (انگلیسی: Brian Bell؛ زادهٔ ۲۴ فوریهٔ ۱۹۸۹) ورزشکار بسکتبال با ویلچر و از برندگان مدال طلا پارالمپیک اهل ایالات متحده آمریکا است.

## جوایز
وی در مسابقات کشوری و بین‌المللی در مجموع برندهٔ ۶ مدال طلا، ۲ مدال نقره شده است.